# (43706) Iphiclos
(43706) Iphiclos, désignation internationale (43706) Iphiklos, est un astéroïde troyen jovien.

## Description
(43706) Iphiclos est un astéroïde troyen jovien, camp grec, c'est-à-dire situé au point de Lagrange L4 du système Soleil-Jupiter. Il présente une orbite caractérisée par un demi-grand axe de 5,155 UA, une excentricité de 0,087 et une inclinaison de 13,5° par rapport à l'écliptique.
Il est nommé en référence au personnage de la mythologie grecque Iphiclos, fils de Clymène, et père de Podarcès, acteur du conflit légendaire de la guerre de Troie.

## Compléments